# Kallaischros
Kallaischros (griechisch Κάλλαισχρος; * um 490 v. Chr. in Athen) war der Vater des bedeutenden oligarchischen Politikers Kritias (in der Forschungsliteratur „Kritias IV.“) und Onkel des ebenfalls zum oligarchischen Lager zählenden Politikers Charmides. Kallaischros' Vater war Kritias („Kritias III.“), ein Nachkomme der Athener Archonten „Dropides I.“ (Amtszeit 645/644) und „Dropides II.“ (Amtszeit wohl 593/592). Unklar ist, ob dieser Kallaischros mit dem gleichnamigen Politiker identisch ist, der im Jahr 411 v. Chr. Mitglied des oligarchischen Rates der Vierhundert war. In der Forschung wird bezweifelt, dass der Vater des Kritias in so hohem Alter noch eine wichtige politische Rolle spielen konnte.